# Britomartis (bướm)
Britomartis là một chi bướm ngày thuộc họ Lycaenidae.